# Modern Vampires of the City
Modern Vampires of the City  es el tercer álbum de estudio de la banda neoyorquina de Indie Rock Vampire Weekend. El grupo comenzó a escribir las canciones para una grabación de las pruebas de sonido en la gira de conciertos para su álbum de 2010 Contra. Después de un periodo en el que cada miembro de la banda exploró proyectos musicales individuales, se reagruparon y continuaron trabajando en Modern Vampires of the City en el año 2011. Sin un plazo en mente la banda llevó a un productor de discos por primera vez, Ariel Rechtshaid, para grabar el álbum.
Con Modern Vampires of the City, Vampire Weekend intento apartarse del Afrobeat y del Indie Pop estilo utilizado en sus álbumes anteriores.
Modern Vampires of the City fue liberado el 14 de mayo de 2013, por XL Recordings y debutó número uno en el Billboard 200, convirtiéndose en el segundo álbum consecutivo de Vampire Weekend en ser número uno en Estados Unidos. Recibió elogios de la crítica y fue nombrado el mejor álbum del año por varias publicaciones. Para diciembre de 2013 el álbum había vendido 505.000 copias en los Estados Unidos.

## Antecedentes y escritura
El éxito del segundo álbum de estudio de la banda Contra (2010), estableció al grupo como una de las bandas más importantes del rock en la última década. En el momento en el que la banda finalizó la gira mundial de su álbum Contra, la banda se dio cuenta de que no había tomado un descanso en casi 5 años. Durante el descanso, cada miembro persiguió proyectos individuales: Baio llevó a cabo sesiones como DJ, Batmanglij grabó materiales en solitario y produjo algunas canciones para Das Racist además de pasar un tiempo en la India y Koenig colaboró con Major Lazer y además también después de terminar con su novia dejó su apartamento compartido en Los Ángeles y regresó a Nueva York. 
En el momento en que la banda se reagrupo en 2011, los miembros de la banda habían acumulado un montón de material. Koenig y Batmanglij se reunieron varias veces a la semana para escribir algunas canciones, algunas de las cuales se desecharían más tarde.

## Lista de canciones
Todas las letras fueron escritas por Koenig, excepto donde se indique lo contrario. La música fue compuesta por Koenig y Batmanglij excepto donde se indique lo contrario. Rostam Batmanglij
| N.º | Título           | Letra             | Música                                         | Duración |
| --- | ---------------- | ----------------- | ---------------------------------------------- | -------- |
| 1   | Obvious Bicycle  | Ezra Koenig       | Rostam Batmanglij                              | 04:11    |
| 2   | Unbelievers      | Ezra Koenig       | Ezra Koenig                                    | 03:22    |
| 3   | Step             | Ezra Koenig       | Ezra Koenig/Rostam Batmanglij                  | 04:11    |
| 4   | Diane Young      | Ezra Koenig       | Ezra Koenig/Rostam Batmanglij                  | 02:40    |
| 5   | Don´t Lie        | Ezra Koenig       | Ezra Koenig/Rostam Batmanglij                  | 03:33    |
| 6   | Hannah Hunt      | Ezra Koenig       | Ezra Koenig/Rostam Batmanglij                  | 03:57    |
| 7   | Everlasting Arms | Ezra Koenig       | Ezra Koenig/Rostam Batmanglij/Chris Baio       | 03:03    |
| 8   | Finger Back      | Ezra Koenig       | Ezra Koenig/Rostam Batmanglij                  | 03:25    |
| 9   | Worship You      | Ezra Koenig       | Ezra Koenig/Rostam Batmanglij                  | 03:21    |
| 10  | Ya Hey           | Ezra Koenig       | Ezra Koenig/Rostam Batmanglij/Ariel Reichtsaid | 05:12    |
| 11  | Hudson           | Ezra Koenig       | Ezra Koenig/Rostam Batmanglij/Chris Tomson     | 04:14    |
| 12  | Young Lion       | Rostam Batmanglij | Rostam Batmanglij                              | 01:45    |

- Datos: Q6888924